# آخرین دوشس من
آخرین دوشس من (انگلیسی: My Last Duchess) شعری است اثر شاعر انگلیسی در دوران ویکتوریایی رابرت براونینگ که معمولاً در گلچین‌های ادبی به عنوان نمونه و الگویی برای تک‌گویی‌های نمایشی آورده می‌شود. این اثر در ۲۸ بیت قافیه‌دار در وزن پنج‌وتدی یامبیک نوشته شده‌است.
مصطفی عابدینی فرد این شعر را به زبان فارسی ترجمه کرده‌است.